# Haselrast
Die Haselrast ist ein 778 m ü. A. hoher Pass in den niederösterreichischen Voralpen. Sie bildet einen Einschnitt zwischen dem Haberkogel (1041 m ü. A.) im Süden und dem Kienkogel (913 m ü. A.) im Norden der Passhöhe. Die darüber führende Straße verbindet Rohr im Gebirge mit Gutenstein. Die Strecke ist wenig befahren, da der größte Teil des Verkehrs auf der Gutensteiner Straße (B21) über den Rohrer Sattel fließt, der zwar fast 100 m höher aber auch breiter und flacher ausgebaut ist. Auf der Ostseite der Haselrast ist die Straße stellenweise sehr schmal und nur einspurig befahrbar. Auf der Westseite ist die Strecke mit der Straße L4057 besser ausgebaut. Die Gemeindegrenze zwischen Rohr und Gutenstein läuft über die Passhöhe der Haselrast. 
Ein Gedenkkreuz bei der Passhöhe erinnert an die Toten des Zweiten Weltkriegs. Über die Haselrast verlief im Mai 1945 die Frontlinie zwischen den deutschen und den russischen Truppen.

## Bilder

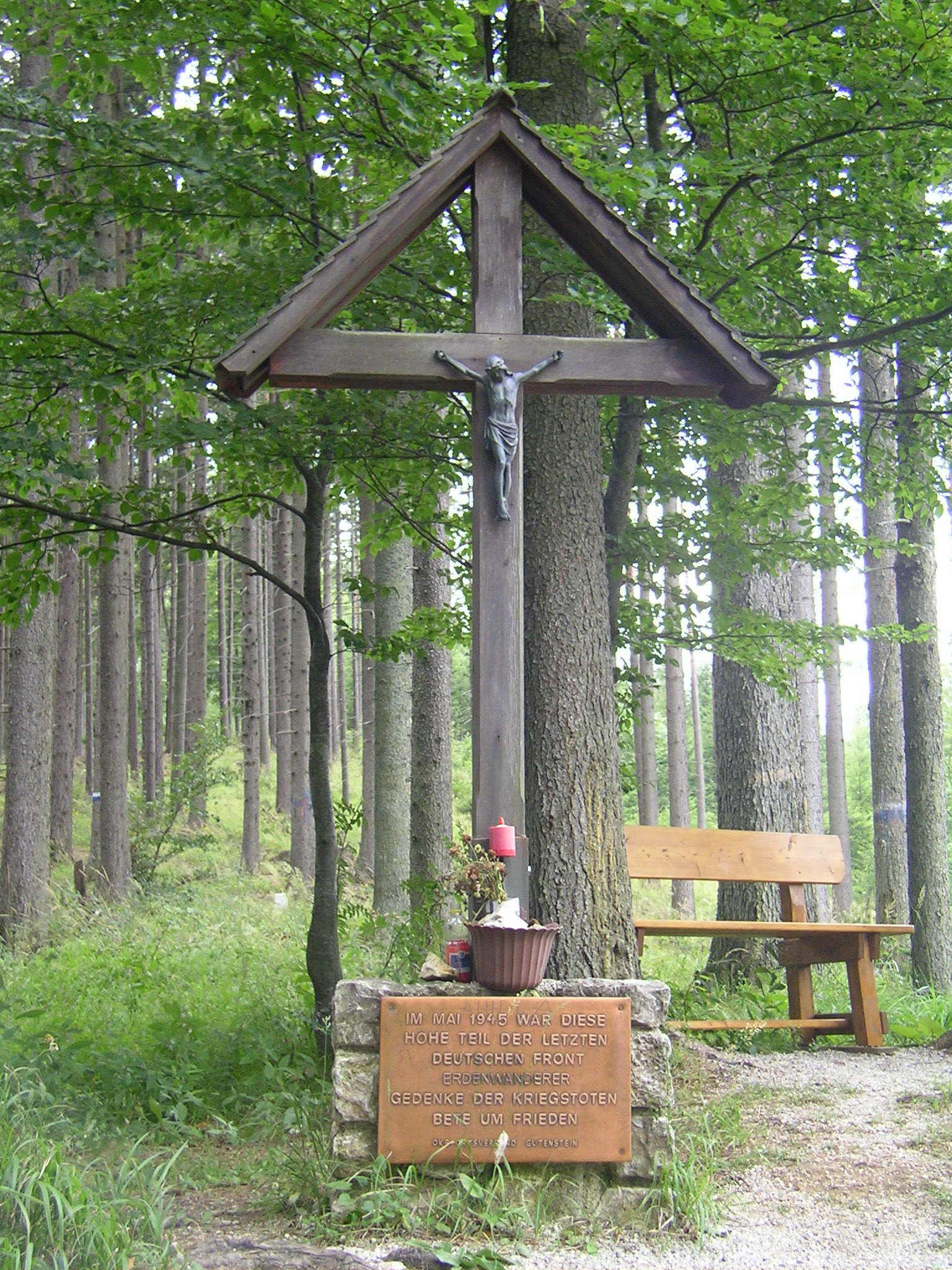
Kriegsdenkmal bei der Passhöhe
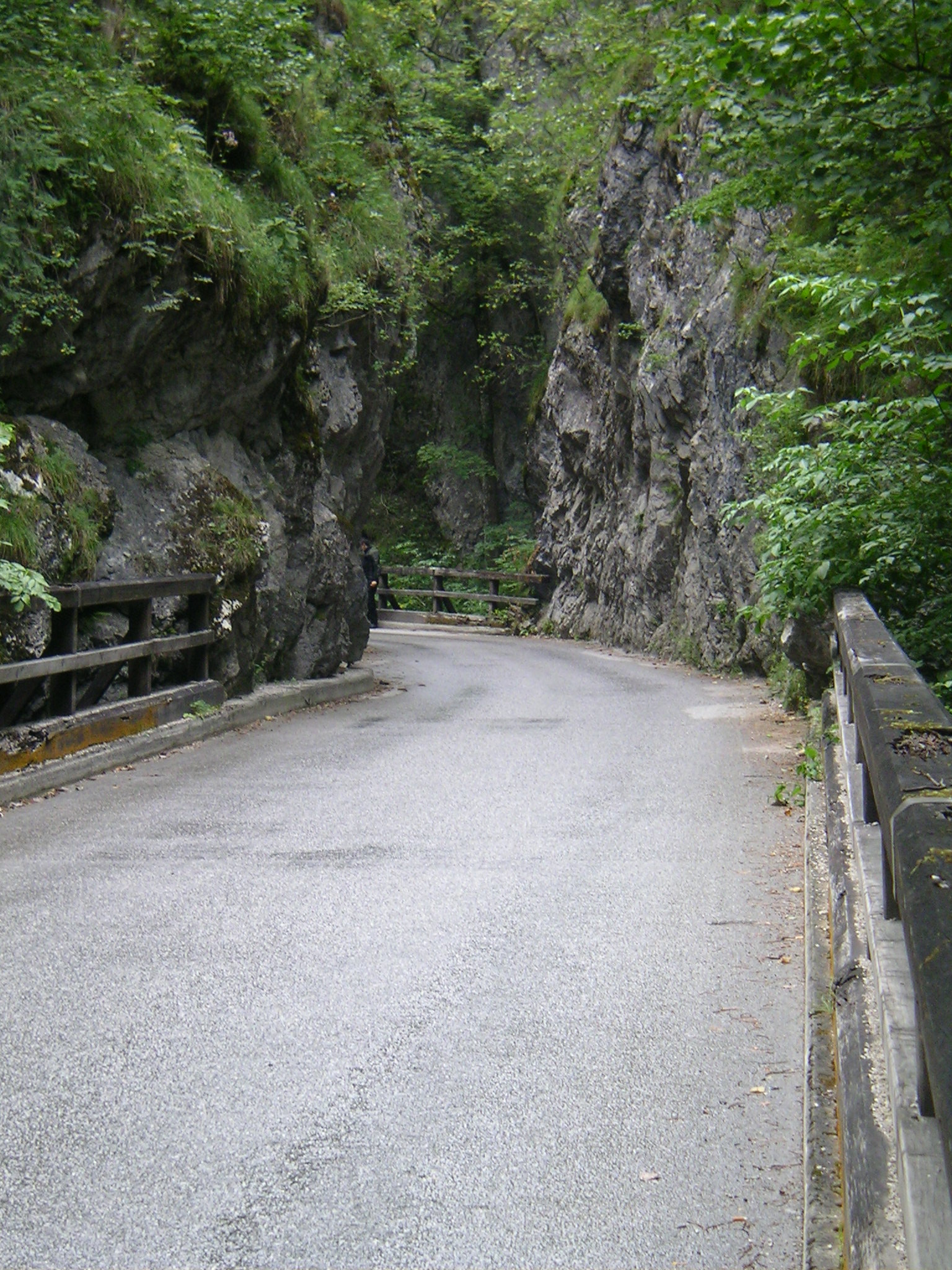
Das Naturdenkmal "Lange Brücke", eine Engstelle am Beginn der Ostrampe des Passes